# باشگاه ورزشی پائولیستانو
باشگاه اتلتیکو پائولیستانو (به انگلیسی: Deportes Magallanes) یک باشگاه ورزشی واقع در منطقه کلان‌شهری سائو پائولو در برزیل است. این باشگاه در ورزش‌های مختلفی فعالیت دارد. باشگاه فوتبال پائولیستانو سابقه ۱۱ بار قهرمانی در لیگ فوتبال پائولیستا را دارد.